# سوني ديكس
سوني ديكس (بالإنجليزية: Sonny Dykes)‏ هو مدير فني أمريكي، ولد في 9 نوفمبر 1969 في بيغ سبرينغ في الولايات المتحدة.

## وصلات خارجية
- الموقع الرسمي